# Juan Carlos Upegui Vanegas
Juan Carlos Upegui Vanegas (Colômbia, Medellín, 10 de maio de 1989) é um político e filósofo colombiano. Foi Secretário de Não Violência de Medellín no período 2020-2022. É co-fundador do Partido do Tomate e do Partido Independentes.

## Biografia
Ele viveu sua infância e adolescência na comuna 5 - Castilla, localizada na zona nordeste de Medellín. Concluiu os estudos primários na Institución Educativa Tricentenario e posteriormente ingressou no INEM José Félix de Restrepo, onde concluiu o bacharelato com ênfase em Humanidades. Fez parte dos canteiros de astronomia e foi membro dos escoteiros. Seu pai era economista e professor dedicado ao serviço público.

## Formação profissional
Foi filósofo pela Universidade Nacional com ênfase no Estudo das Linguagens Naturais aplicadas à tecnologia e ao estudo de dados. Ele também treinou com Harvard-Bloomberg em Liderança de Cidades. Ao longo da sua vida passou por movimentos cívicos, ambientais e pela paz como o Piensa Verde, a Festa do Tomate e a Onda da Paz. Esta organização concentrou-se em enfrentar a crise climática através da plantação de árvores como símbolo da vida e da vontade de proteger o planeta.

## Secretário de Não Violência de Medellín
Em 2020, tornou-se o primeiro Secretário de Não Violência da história de Medellín e da Colômbia. Avançou, como a redução da taxa de homicídios com maior implementação dos Acordos de Paz para o período 2019-2023, e a criação de estratégias econômicas e culturais em favor da paz, como Hecho en Paz e Música por la Vida que Eles se tornaram referências para todo o país.
Upegui ampliou sua participação política na oposição ao Uribismo em nível nacional e regional, devido às discrepâncias com a política de Segurança Democrática e seu posicionamento em relação à paz. Como membro do Partido do Tomate, ele se juntou à Onda da Paz, um movimento que apoiou os Acordos de Paz de 2016. Em uma visita ao Gabinete do Prefeito de Medellín, ele apoiou a elaboração do Plano de Desenvolvimento Futuro de Medellín, estava na vanguarda do a criação da Secretaria de Não-Violência e da Gerência de Projetos Estratégicos. Em 2022 apresentou sua renúncia à Secretaria de Não-Violência de Medellín 
Em fevereiro de 2022,  renunciou ao cargo de secretário e, a partir de dezembro do mesmo ano, iniciou sua campanha para a Prefeitura de Medellín. Foi confirmado como candidato de Daniel Quintero nas eleições de outubro próximo. Em 6 de julho de 2023, Upegui lançou oficialmente sua candidatura a Prefeito de Medellín no bairro Castilla - comuna 5, onde nasceu e cresceu.

## Fundação do Partido Independente Colombiano
Upegui fundou, junto com outros jovens de Medellín, o Partido Independente. Nas eleições municipais de Medellín de 2019, o atual prefeito Daniel Quintero Calle foi o vencedor com a maior votação da cidade (304.000 votos). Upegui era o líder da linha do programa.